# 공용문자
공용문자(公用文字)란 국가의 헌법이나 관련법규로 그 사용을 명시한 공식 문자를 뜻한다.
공용어와 비교해서 공용문자라는 개념이 적용되는 실례는 매우 드문 편이다. 대부분 해당 국가의 공용어가 두 가지 이상의 문자로 쓰이는 경우가 이에 해당된다. 이런 경우, 대부분 문자의 사용은 전통적 문화적 또는 정치적 집단과 관련을 맺는 일이 많으며, 공용문자의 제정은 때때로 국가내의 특정(대부분 다수파)의 문화적, 정치적 집단의 영향력 확대라는 목적을 가진 경우가 많아 종종 비판을 받는다. 기타 공용문자의 제정은 교육및 의사소통상의 목적(보다 간편한 문자를 공용문자로 정하여 교육이나 의사소통에 편의를 기하는 경우)과도 연관을 맺고 있다.

## 공용문자를 지정해 놓은 국가일람
- 아제르바이잔 - 로마자
  - 나고르노카라바흐 - 아르메니아 문자
- 보스니아 헤르체고비나:
  - 스르프스카 공화국 - 키릴문자
- 불가리아 – 키릴 문자
- 크로아티아 - 로마자
- 조지아 - 조지아 문자
  - 압하지야 - 키릴 문자
  - 남오세티야 - 키릴 문자
- 카자흐스탄 - 키릴 문자
- 몰도바 - 로마자
  - 트란스니스트리아 - 키릴 문자
- 몬테네그로 - 키릴 문자 및 로마자[1]
- 러시아 - 키릴 문자
- 세르비아 - 키릴 문자[2]
- 터키 - 로마자
- 브라질 - 로마자

러시아에서의 키릴 문자의 공용문자지정은 러시아 연방내에서 공용어로 인정되는 소수 언어들의 키릴 문자 사용을 강제하는 결과를 낳고 있다. 연방내 소수언어들의 키릴 문자 강요는 여러 부작용을 낳고 있는데, 특히 타타르어의 경우가 심각한 편이다.
세르비아어에서는 키릴 문자와 로마자가 모두 사용되지만, 키릴 문자만이 공용문자로 지정되고 있다. 이것은 법적 차별이라는 주장이 제기되고 있다.

## 대한민국의 공용문자
1948년 10월 9일 법률 제 6호로 공포된 ‘한글 전용에 관한 법률’은 “대한민국의 공문서는 한글로 쓴다. 다만, 얼마 동안 필요한 때에는 한자를 병용할 수 있다.”라고 규정하고 있었다.  2005년 이 법의 폐지와 함께 제정된 국어기본법은 14조 1항에서 “공공 기관의 공문서는 어문 규범에 맞추어 한글로 작성하여야 한다. 다만, 대통령령이 정하는 경우에는 괄호 안에 한자 또는 다른 외국 문자를 쓸 수 있다.”라고 규정하고 있다.

## 같이 보기
- 공용어